# Cuchilla de Haedo
Cuchilla de Haedo je gorski lanac koji se proteže od sjeverozapadu Urugvaja, od departmana Tacuarembó, do granice s Argentinom na krajenjem zapadu zemlje, u blizini grada Paysandú. Visina vrhova brda koje čine gorski lanac nigdje ne prelazi 500 metara, a među višim vrhovima ističe se Cerro Batoví s 224 metra nadmorske visine. Gorje na istoku graniči s rijekom Río Negro, a na jugu s njezinom dolinom koju je rijeka stvarala u srednjem toku kada započinje meandriranje.
Gorje se oko 200 kilometara, prateći tok obližnjih rijeka i vodotoka, pruža uz granicu s Brazilom, a završava na ušću rijeka Negro i Urugvaj. Gorje odvaja bazaltnu podlogu zapadno od rijeke Rio Negro od pjeskovitog tla na drugoj strani te se njeggov geološki sastav razlikuje od sastava drugih gorja u blizini, a smatra se da je gorje Cuchilla de Haedo nastalo u prekambriju. Dokazi za tu starost su fosili biljaka i životinja nađeni u podnožju gorja Cerro Batoví, čija geološka starost iznosi oko 200 milijuna godina. Time su ti fosili jedni od najstarijih pronađenih na području Južne Amerike. Jedan od glavnih uzroka nastajanja brda je erozija koja je uzrokovala tečenje zemljišta (geosoliflukciju).

## Poveznice
- Cerro Batoví
- Cerro Catedral (Urugvaj)